# Telefaassa
Segons la mitologia grega, Telefaassa (en grec antic Τηλέφαασσα) fou una nimfa, filla de Posidó i de Líbia. Es casà amb Agenor, rei de Fenícia, i fou mare de Cadme, Cílix, Fènix i Europa.
Va marxar amb els seus fills a la recerca d'Europa quan aquesta va ser raptada per Zeus. Va morir d'esgotament a Tràcia i Cadme la va enterrar. De vegades se li atribueix un altre fill, Tasos, epònim de l'illa de Tassos.